# ارزش خالص

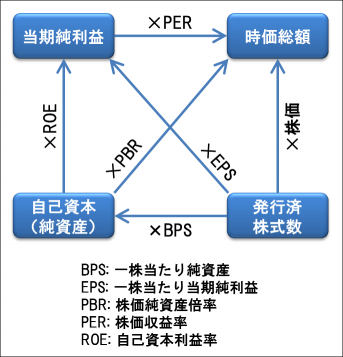
نموداری که روابط بین متغیرهای مرتبط با سهام را خلاصه می‌کند.

ارزش خالص، عبارت است از بهای کل دارایی‌های منقول و غیرمنقول متعلق به یک واحد (مؤسسه، شرکت و…) یا یک شخص منهای کلیهٔ بدهی‌های آن واحد یا شخص.

## ارزش خالص کشورها
ارزش خالص یک کشور بهای کلیه شرکت‌ها و امکانات آن و افراد مقیم این کشور به اضافهٔ ارزش خزانه دولت می‌باشد. بیشترین این مقدار متعلق به ایالات متحده می‌باشد که تقریباً ۲۶۹٫۶ تریلیون دلار دارایی دارد.